# Kickstarter
Kickstarter es una corporación de beneficio público estadounidense con sede en Brooklyn, Nueva York, que mantiene una plataforma global de micromecenazgo para proyectos creativos. La misión declarada de la empresa es «ayudar a dar vida a proyectos creativos». A enero de 2021, Kickstarter ha recibido más de $5.5 mil millones por 19 millones de patrocinadores para financiar 510 000 proyectos, que van desde películas independientes, música y cómics a periodismo, videojuegos, tecnología, y libros.
Siendo uno nuevo en el conjunto de plataformas de recaudación de fondos llamado «financiación en masa», Kickstarter facilita la captación de recursos monetarios del público en general, un modelo que evita muchas vías tradicionales de inversión. Los proyectos deben cumplir con las directrices de Kickstarter para ponerse en marcha - proyectos de caridad, de causas, de «financiación de vida» y recaudación de fondos sin límites fijos no están permitidos. Los dueños del proyecto eligen una fecha límite y un mínimo objetivo de fondos a recaudar. Si el objetivo elegido no es recolectado en el plazo, no se perciben fondos gracias a un contrato de garantía. El dinero prometido por los donantes se recopila mediante Amazon Payments.
Kickstarter toma un 5 % de los fondos recaudados; Amazon cobra un 3–5 % adicional. A diferencia de muchos foros de recaudación de fondos o inversión, Kickstarter renuncia a la propiedad sobre los proyectos y el trabajo que producen. Sin embargo, los proyectos iniciados en el sitio son permanentemente archivados y accesibles al público. Después de que la financiación se ha completado, los proyectos y elementos multimedia subidos no pueden ser editados o eliminados del sitio.
No hay garantía de que las personas que publican los proyectos en Kickstarter cumplan sus proyectos, usen el dinero para poner en práctica sus proyectos o que los proyectos concluidos satisfagan las expectativas de los patrocinadores, y Kickstarter en sí ha sido acusado de proporcionar poco control de calidad. Kickstarter aconseja a los patrocinadores que usen su propio juicio al apoyar a un proyecto. También advierten a los líderes de proyectos que podrían ser responsables por los daños y perjuicios de los patrocinadores por no cumplir las promesas. En mayo de 2011, un estudiante de cine de la Universidad de Nueva York recaudó 1.726 dólares para hacer una película, pero plagió otra película en su lugar. El estudiante se disculpó públicamente y el asunto desde entonces ha sido cancelado. Los proyectos también pueden fallar, incluso después de una recaudación de fondos exitosa, cuando los creadores subestiman los costos totales requeridos o las dificultades técnicas a ser superadas.

## Categoría
Los creadores clasifican sus proyectos en una de las 13 categorías y 36 subcategorías. Estas son:
- Arte
  - Arte conceptual, Artesanía, Arte digital, Ilustración, Técnica mixta, Pintura, Performance, Arte público y Escultura
- Cómics
- Danza
- Diseño
  - Diseño gráfico y Diseño de producto
- Moda
- Cine y Vídeo
  - Animación, Documental, Largometraje, Cortometraje y Serie web
- Comida
- Juegos
  - Juegos de mesa y Videojuegos
- Música
  - Música clásica, Country y folk, Música electrónica, Hip hop, Indie rock, Jazz, Pop, Rock y World music
- Fotografía
- Publicaciones
  - Artbooks, Literatura infantil, Ficción, Periodismo, No ficción, Publicación periódica y Poesía
- Tecnología
  - Hardware libre y Software de código abierto
- Teatro

De estas categorías, Cine y Vídeo y Música son las dos más grandes, lo que representa más de la mitad de los proyectos de Kickstarter entre ellos. Estas dos categorías han recaudado también la mayor cantidad de dinero, pero deben ser combinados con Diseño, la tercera mayor categoría por financiación, para dar cuenta de más de la mitad del dinero recaudado.

## Historia
Kickstarter fue fundada en 2008 por Perry Chen, Yancey Strickler y Charles Adler. The New York Times llamó a Kickstarter "el NEA de la gente" y la revista Time lo nombró uno de los "Mejores Inventos de 2010" y "Mejores Sitios Web de 2011". Kickstarter presuntamente recaudó 10 millones de dólares de patrocinadores incluyendo a la empresa de riesgo con sede en Nueva York Union Square Ventures y inversores ángel como Jack Dorsey, Zach Klein y Caterina Fake. La compañía tiene su sede en el Lower East Side de Manhattan.
Andy Baio sirvió como Director de Tecnología del sitio hasta noviembre de 2010, cuando se unió a Expert Labs. Lance Ivy ha sido Desarrollador Principal desde que el sitio web se puso en marcha.

## Expansión en Latinoamérica
En octubre de 2016, Kickstarter anunció su llegada a México a través de Fondeadora. La compañía adquirió las operaciones de la plataforma mexicana, que tenía un modelo de negocios similar.

## Proyectos

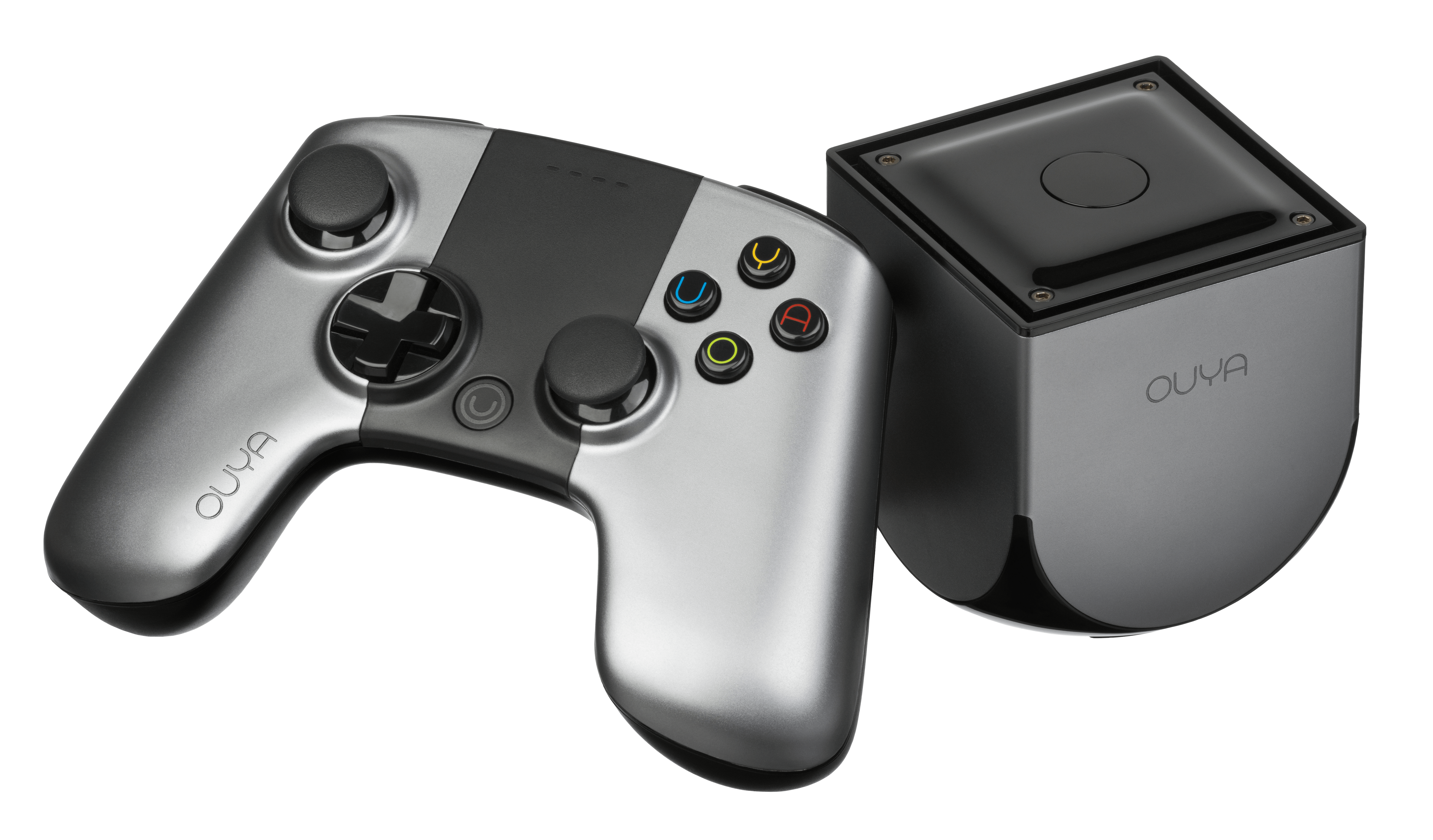
Con $8,5 millones, Ouya es el sexto mayor éxito de Kickstarter.

En mayo de 2012, Kickstarter tenía más de 230 millones de dólares comprometidos y más de 23.000 proyectos financiados con éxito. La tasa de éxito del proyecto fue del 44 %. El negocio ha crecido rápidamente en sus primeros años. En el año 2010, Kickstarter tenía 3.910 proyectos exitosos, 27.638.318 dólares comprometidos y una tasa de éxito del proyecto del 43 %. En 2011, las cifras respectivas fueron de 11.836, 99.344.381 $ y el 46 %.
El 9 de febrero de 2012 se produjeron varios hitos en Kickstarter. Una base para el iPhone, diseñada por Casey Hopkins se convirtió en el primer proyecto de Kickstarter en superar un millón de dólares comprometidos. Unas horas más tarde, un avance de los desarrolladores de juegos de ordenador Double Fine Productions para financiar un nuevo juego de aventuras llegó a la misma cifra habiendo sido lanzado menos de 24 horas antes, y terminó con más de 3 millones de dólares comprometidos. Este fue también el primer día en que Kickstarter recaudó más de un millón de dólares en aportaciones. El 18 de mayo de 2012, Pebble E-Paper Watch recaudó más de 10 millones de dólares para convertirse en el proyecto más financiado en la historia de Kickstarter. El 6 de febrero de 2015 también salió al mercado Sunless Sea un videojuego de FailBetter Games financiado por ellos.
La mayoría de los proyectos de Kickstarter son más modestos que estos. Alrededor de dos tercios de los proyectos exitosos recaudan sumas de cuatro cifras en dólares. Sólo en las categorías de diseño y la tecnología esta proporción baja a menos de la mitad, aunque el tamaño de un proyecto medio se mantiene en ese rango. Existe una variación sustancial en la tasa de éxito de los proyectos según las distintas categorías con más del 60 % de los proyectos de teatro y danza siendo exitosos y, por el contrario, menos del 30 % de los proyectos de moda y tecnología alcanzando sus objetivos. La mayoría de los proyectos que fallan no alcanzan el 20 % de sus objetivos y esta tendencia se aplica en todas las categorías. De hecho más del 80 % de los proyectos que superan la marca de 20 % alcanzan su objetivo.

## Mejores proyectos por fondos recaudados
| Puesto | Total USD  | Nombre del proyecto                                        | Autor                      | Categoría            | % financiado | Patrocinadores | Fecha de cierre | Enlace |
| ------ | ---------- | ---------------------------------------------------------- | -------------------------- | -------------------- | ------------ | -------------- | --------------- | ------ |
| 1      | 20.338.986 | Pebble Time - Awesome Smartwatch, No Compromises           | Pebble Technology          | Diseño de productos  | 4.067        | 78.471         | 2015-03-27      |        |
| 2      | 13.285.226 | COOLEST COOLER: 21st Century Cooler that's Actually Cooler | Ryan Grepper               | Diseño de productos  | 26.570       | 62.642         | 2014-08-29      |        |
| 3      | 12.779.843 | Pebble 2, Time 2 + All-New Pebble Core                     | Pebble Technology          | Diseño de productos  | 1.277        | 66.673         | 2016-06-30      |        |
| 4      | 12.393.139 | Kingdom Death: Monster 1.5                                 | Kingdom Death              | Juegos de mesa       | 12.393       | 19.264         | 2017-01-07      |        |
| 5      | 10.266.845 | Pebble: E-Paper Watch for iPhone and Android               | Pebble Technology          | Diseño de productos  | 10.266       | 68.929         | 2012-05-18      |        |
| 6      | 9.192.055  | The World's Best TRAVEL JACKET with 15 Features BAUBAX     | BAUBAX LLC                 | Diseño de productos  | 45.960       | 44.949         | 2015-09-03      |        |
| 7      | 8.782.571  | Exploding Kittens                                          | Elan Lee                   | Juegos de mesa       | 4.003        | 219.382        | 2015-02-19      |        |
| 8      | 8.596.474  | Ouya: A New Kind of Video Game Console                     | OUYA                       | Hardware para juegos | 904          | 63.416         | 2012-08-09      |        |
| 9      | 6.565.782  | The Everyday Backpack, Tote, and Sling                     | Peak Design                | Diseño de productos  | 1.313        | 26.359         | 2016-09-09      |        |
| 10     | 6.465.690  | Fidget Cube: A Vinyl Desk Toy                              | Matthew and Mark McLachlan | Diseño de productos  | 43.104       | 154.926        | 2016-10-19      |        |

## Cancelaciones de proyectos
Kickstarter y los creadores de proyectos han cancelado proyectos que parecían ser fraudulentos. Se formularon preguntas sobre los proyectos en las comunidades de Internet relacionadas con los campos de los proyectos. Los problemas obtenidos fueron los siguientes: copia aparente de gráficos de otras fuentes, reclamaciones de rendimiento o precios no realistas y el fracaso de los promotores de proyectos para cumplir con proyectos de Kickstarter anteriores. Entre los proyectos cancelados se incluyen:
- El helicóptero teledirigido con cámara Eye3 por promesas de rendimiento no realistas, fotos copiadas de otros productos comerciales y el fracaso de los creadores para entregar un proyecto de Kickstarter anterior.[37]
- El juego de aventuras "Mythic" por la copia de los gráficos de otros juegos y promesas no realistas de rendimiento.[38]
- Tech-Sync Power System por no haber proporcionado fotos del prototipo y la salida repentina del creador del proyecto.[39]
- Tentacle Bento, un juego de cartas con la intención de satirizar los cómics de tentacle rape (violación por tentáculos) de niñas escolares japonesas, después de haber sido criticado en los medios en línea por tener contenido inapropiado.[40]

## Disputa de patente
El 30 de septiembre de 2011, Kickstarter presentó una solicitud de sentencia declarativa contra ArtistShare y Fan Funded que posee la patente US 7885887, "Métodos y aparatos para financiar y comercializar un trabajo creativo". Brian Camelio, el fundador de ArtistShare, es nombrado como el inventor de la patente. Kickstarter dijo que creía que se encontraba bajo amenaza de una demanda por violación de patentes por ArtistShare. Kickstarter pidió que la patente se invalidase o, al menos, que el tribunal encontrase que Kickstarter no era responsable de la infracción. En febrero de 2012, ArtistShare y Fan Funded respondieron a la denuncia de Kickstarter mediante la presentación una moción de desestimación de la demanda. Afirmaron que el litigio por violación de patentes nunca se vio amenazado, que "ArtistShare simplemente se acercó a Kickstarter acerca de licenciar su plataforma, incluyendo derechos de patente", y que "en lugar de responder a la solicitud de ArtistShare para una contra-propuesta, Kickstarter presentó esta demanda". El juez ha dictaminado, sin embargo, que el caso puede seguir adelante. ArtistShare desde entonces ha respondido presentando una contrademanda alegando que Kickstarter está, en efecto, infringiendo su patente.